# Kōbō Abe
Kobo Abe (japanska: 安部公房?, Abe Kōbō) född den 7 mars 1924 i Tokyo, död den 22 januari 1993, var en japansk författare. Hans dopnamn var Kimifusa, skrivet med exakt samma tecken. Kōbō var hans författarnamn.
Han var verksam som läkare innan han började skriva. Hans litterära stil står nära den europeiska absurdismen. Abe skrev i en allegorisk stil för att framhäva främlingskapet i det moderna samhället. 
År 1951 belönades Abe med det prestigefyllda japanska Akutagawa-priset.